# Young Folks
Young Folks is een nummer van de Zweedse band Peter Bjorn and John en Victoria Bergsman uit 2006. Het is de eerste single van hun derde studioalbum Writer's Block.
"Young Folks" is vooral bekend om de fluitmelodie in de intro, die verderop in het nummer regelmatig terugkomt. De melodie is ontstaan toen Peter Bjorn inspiratie had voor een nieuw nummer, en de melodie voortdurend floot zodat hij het niet vergat. Het nummer flopte in thuisland Zweden, maar werd in een aantal landen daarbuiten wel een hit. In Nederland had het echter met een 75e positie in de Single Top 100 niet veel succes, terwijl het in Vlaanderen de 2e positie in de Tipparade haalde. Desondanks geniet het nummer tot op de dag van vandaag veel bekendheid in het Nederlandse taalgebied, en wordt het vooral op de Vlaamse radio nog regelmatig gedraaid.